# Liste des monuments historiques de l'Ardèche
Cet article recense les monuments historiques de l'Ardèche, en France. Pour les monuments historiques de la commune de Bourg-Saint-Andéol, voir la liste détaillée des monuments historiques de Bourg-Saint-Andéol

## Statistiques
Au 21 juillet 2025, l'Ardèche compte 311 édifices comportant au moins une protection au titre des monuments historiques, dont 120 sont classés et 203 sont inscrits. Le total des monuments classés et inscrits est supérieur au nombre total de monuments protégés car plusieurs d'entre eux sont à la fois classés et inscrits. 
Le graphique suivant résume le nombre de protections par décennie, ou par année avant 1880 :

## Liste
| Monument                                                         | Commune                                    | Adresse                                                                         | Coordonnées                                                | Notice                                                     | Protection                                                 | Date                                                       | Illustration                                                    |
| ---------------------------------------------------------------- | ------------------------------------------ | ------------------------------------------------------------------------------- | ---------------------------------------------------------- | ---------------------------------------------------------- | ---------------------------------------------------------- | ---------------------------------------------------------- | --------------------------------------------------------------- |
| Église Saint-André d'Ailhon                                      | Ailhon                                     |                                                                                 | 44° 35′ 55″ nord, 4° 20′ 31″ est                           | « PA00116619 »                                             | Inscrit                                                    | 1926                                                       | Église Saint-André d'Ailhon                                     |
| Château d'Alba-la-Romaine                                        | Alba-la-Romaine                            |                                                                                 | 44° 33′ 22″ nord, 4° 36′ 00″ est                           | « PA00116621 »                                             | Inscrit                                                    | 1939                                                       | Château d'Alba-la-Romaine                                       |
| Site archéologique d'Alba-la-Romaine                             | Alba-la-Romaine                            |                                                                                 | 44° 33′ 36″ nord, 4° 35′ 59″ est                           | « PA00116620 »                                             | Inscrit Classé                                             | 1986 1989 2006                                             | Site archéologique d'Alba-la-Romaine                            |
| Théâtre gallo-romain d'Alba-la-Romaine                           | Alba-la-Romaine                            |                                                                                 | 44° 33′ 40″ nord, 4° 36′ 10″ est                           | « PA00116622 »                                             | Classé                                                     | 1959                                                       | Théâtre gallo-romain d'Alba-la-Romaine                          |
| Église Notre-Dame d'Andance                                      | Andance                                    |                                                                                 | 45° 14′ 29″ nord, 4° 47′ 58″ est                           | « PA00116623 »                                             | Inscrit                                                    | 1927                                                       | Église Notre-Dame d'Andance                                     |
| Sarrazinière                                                     | Andance                                    |                                                                                 | 45° 13′ 09″ nord, 4° 48′ 13″ est                           | « PA00116624 »                                             | Classé                                                     | 1889                                                       | Sarrazinière                                                    |
| Chapelle Sainte-Claire d'Annonay                                 | Annonay                                    | 29bis rue Sadi-Carnot                                                           | 45° 14′ 33″ nord, 4° 40′ 17″ est                           | « PA00116625 »                                             | Classé                                                     | 1984                                                       | Chapelle Sainte-Claire d'Annonay                                |
| Château de Marc Seguin                                           | Annonay                                    |                                                                                 | 45° 15′ 46″ nord, 4° 39′ 55″ est                           | « PA00116875 »                                             | Inscrit                                                    | 1992 2015                                                  | Château de Marc Seguin                                          |
| Couvent Sainte-Marie d'Annonay                                   | Annonay                                    |                                                                                 | 45° 14′ 28″ nord, 4° 40′ 08″ est                           | « PA00116626 »                                             | Inscrit                                                    | 1981                                                       | Couvent Sainte-Marie d'Annonay                                  |
| Papeteries Montgolfier-Canson                                    | Annonay (également sur Davézieux)          |                                                                                 | 45° 15′ 18″ nord, 4° 40′ 49″ est                           | « PA07000021 »                                             | Inscrit                                                    | 2012                                                       | Papeteries Montgolfier-Canson                                   |
| Maison La Vanaude                                                | Annonay                                    | 33 avenue Marc-Seguin                                                           | 45° 14′ 46″ nord, 4° 40′ 27″ est                           | « PA07000015 »                                             | Inscrit                                                    | 2009                                                       | Maison La Vanaude                                               |
| Tour des Martyrs                                                 | Annonay                                    | Terres (chemin des) 2 ; Terres (chemin des Terres) 4 ; Henri-Guironnet (rue) 20 | 45° 14′ 29″ nord, 4° 40′ 15″ est                           | « PA07000040 »                                             | Inscrit MH                                                 | 2021                                                       | Tour des Martyrs                                                |
| Château de Chazotte                                              | Arlebosc                                   |                                                                                 | 45° 02′ 15″ nord, 4° 39′ 36″ est                           | « PA00116627 »                                             | Inscrit                                                    | 1981                                                       | Château de Chazotte                                             |
| Borne milliaire d'Arras-sur-Rhône                                | Arras-sur-Rhône                            |                                                                                 | 45° 04′ 06″ nord, 4° 49′ 55″ est                           | « PA00116628 »                                             | Inscrit                                                    | 1926                                                       | Image manquante Téléverser                                      |
| Tour blanche d'Arras-sur-Rhône                                   | Arras-sur-Rhône                            |                                                                                 | 45° 08′ 28″ nord, 4° 48′ 12″ est                           | « PA00116629 »                                             | Inscrit                                                    | 1927                                                       | Tour blanche d'Arras-sur-Rhône                                  |
| Chapelle Saint-Benoît d'Aubenas                                  | Aubenas                                    |                                                                                 | 44° 37′ 18″ nord, 4° 23′ 17″ est                           | « PA00116630 »                                             | Inscrit Classé                                             | 1943 1944                                                  | Chapelle Saint-Benoît d'Aubenas                                 |
| Château d'Aubenas                                                | Aubenas                                    |                                                                                 | 44° 37′ 13″ nord, 4° 23′ 30″ est                           | « PA00116631 »                                             | Classé                                                     | 1943                                                       | Château d'Aubenas                                               |
| Église Saint-Laurent d'Aubenas                                   | Aubenas                                    |                                                                                 | 44° 37′ 12″ nord, 4° 23′ 36″ est                           | « PA00116632 »                                             | Inscrit                                                    | 1977                                                       | Église Saint-Laurent d'Aubenas                                  |
| Grange du Cheylard                                               | Aubenas                                    | Chemin du Cheylard                                                              | 44° 38′ 08″ nord, 4° 22′ 53″ est                           | « PA07000012 »                                             | Inscrit                                                    | 2007                                                       | Grange du Cheylard                                              |
| Hôtel Goudard-Ruelle                                             | Aubenas                                    | Rue Auguste-Bouchet                                                             | 44° 37′ 14″ nord, 4° 23′ 16″ est                           | « PA00116633 »                                             | Inscrit                                                    | 1963                                                       | Hôtel Goudard-Ruelle                                            |
| Hôtel Missolz de Ferrières                                       | Aubenas                                    | Grande-Rue 7                                                                    | 44° 37′ 12″ nord, 4° 23′ 24″ est                           | « PA00116634 »                                             | Inscrit                                                    | 1974                                                       | Hôtel Missolz de Ferrières                                      |
| Maison Delichères                                                | Aubenas                                    | Place de l'Hôtel-de-Ville Rue de la Prévoté                                     | 44° 37′ 14″ nord, 4° 23′ 25″ est                           | « PA00116635 »                                             | Inscrit                                                    | 1927                                                       | Maison Delichères                                               |
| Maison Michel-Veyrenc                                            | Aubenas                                    | 8 rue Jourdan                                                                   | 44° 37′ 15″ nord, 4° 23′ 20″ est                           | « PA00116636 »                                             | Inscrit                                                    | 1938                                                       | Maison Michel-Veyrenc                                           |
| Auberge La Cardinale                                             | Baix                                       | Rue Royale-Basse                                                                | 44° 42′ 45″ nord, 4° 45′ 50″ est                           | « PA00116637 »                                             | Inscrit                                                    | 1982                                                       | Auberge La Cardinale                                            |
| Croix Rouge de Baix                                              | Baix                                       |                                                                                 | 44° 43′ 09″ nord, 4° 45′ 13″ est                           | « PA00116638 »                                             | Classé                                                     | 1983                                                       | Croix Rouge de Baix                                             |
| lavoir                                                           | Baix                                       |                                                                                 | 44° 42′ 44″ nord, 4° 45′ 49″ est                           | « PA00116639 »                                             | Inscrit                                                    | 1984                                                       | lavoir                                                          |
| Tour de l'Horloge de Baix                                        | Baix                                       |                                                                                 | 44° 42′ 44″ nord, 4° 45′ 50″ est                           | « PA00116640 »                                             | Inscrit                                                    | 1984                                                       | Tour de l'Horloge de Baix                                       |
| Château de Balazuc                                               | Balazuc                                    |                                                                                 | 44° 30′ 32″ nord, 4° 22′ 22″ est                           | « PA00116641 »                                             | Inscrit                                                    | 1927                                                       | Château de Balazuc                                              |
| Église Notre-Dame de Balazuc                                     | Balazuc                                    |                                                                                 | 44° 30′ 32″ nord, 4° 22′ 22″ est                           | « PA00116642 »                                             | Inscrit                                                    | 1927                                                       | Église Notre-Dame de Balazuc                                    |
| Dolmen de la Lauze                                               | Banne                                      |                                                                                 | 44° 22′ 50″ nord, 4° 11′ 07″ est                           | « PA00116643 »                                             | Classé                                                     | 1889                                                       | Dolmen de la Lauze                                              |
| Dolmen du Bois des Roches                                        | Beaulieu                                   |                                                                                 | 44° 20′ 30″ nord, 4° 13′ 25″ est                           | « PA00116644 »                                             | Classé                                                     | 1889                                                       | Dolmen du Bois des Roches                                       |
| Pont du Gua                                                      | Beaumont                                   | V.C. 1                                                                          | 44° 32′ 33″ nord, 4° 11′ 26″ est                           | « PA00116645 »                                             | Classé                                                     | 1984                                                       | Pont du Gua                                                     |
| Commanderie de Jalès                                             | Berrias-et-Casteljau                       |                                                                                 | 44° 22′ 31″ nord, 4° 12′ 00″ est                           | « PA00116646 »                                             | Inscrit                                                    | 1981                                                       | Commanderie de Jalès                                            |
| Château de Berzème                                               | Berzème                                    |                                                                                 | 44° 39′ 07″ nord, 4° 34′ 00″ est                           | « PA07000004 »                                             | Inscrit                                                    | 1997                                                       | Château de Berzème                                              |
| Dolmen de Champvermeil                                           | Bidon                                      | Tête du Lion                                                                    | 44° 21′ 44″ nord, 4° 33′ 13″ est                           | « PA00116647 »                                             | Classé                                                     | 1910                                                       | Dolmen de Champvermeil                                          |
| Grotte de Saint-Marcel                                           | Bidon                                      | Saint-Marcel                                                                    | 44° 19′ 56″ nord, 4° 32′ 28″ est                           | « PA00116648 »                                             | Classé                                                     | 1934                                                       | Grotte de Saint-Marcel                                          |
| Grotte de la Tête du Lion                                        | Bidon                                      | Tête du Lion Le Colombier Quartier de la Grosse-Pierre                          | 44° 19′ 40″ nord, 4° 32′ 49″ est                           | « PA00116649 »                                             | Classé                                                     | 1964                                                       | Grotte de la Tête du Lion                                       |
| Château des Faugs                                                | Boffres                                    | Les Faugs                                                                       | 44° 55′ 05″ nord, 4° 40′ 52″ est                           | « PA00116873 »                                             | Inscrit                                                    | 1991                                                       | Château des Faugs                                               |
| Maison du bailli de Boucieu-le-Roi                               | Boucieu-le-Roi                             |                                                                                 | 45° 02′ 11″ nord, 4° 40′ 52″ est                           | « PA00116650 »                                             | Inscrit                                                    | 1927                                                       | Maison du bailli de Boucieu-le-Roi                              |
| Pont du Roi                                                      | Boucieu-le-Roi                             |                                                                                 | 45° 02′ 11″ nord, 4° 40′ 42″ est                           | « PA00116651 »                                             | Inscrit                                                    | 1927                                                       | Pont du Roi                                                     |
| Maison                                                           | Boulieu-lès-Annonay                        | 4 rue Charles de Gaulle                                                         | 45° 16′ 16″ nord, 4° 40′ 03″ est                           | « PA00116652 »                                             | Inscrit                                                    | 1978                                                       | Maison                                                          |
|                                                                  | Bourg-Saint-Andéol                         | Voir Liste des monuments historiques de Bourg-Saint-Andéol                      | Voir Liste des monuments historiques de Bourg-Saint-Andéol | Voir Liste des monuments historiques de Bourg-Saint-Andéol | Voir Liste des monuments historiques de Bourg-Saint-Andéol | Voir Liste des monuments historiques de Bourg-Saint-Andéol | Voir Liste des monuments historiques de Bourg-Saint-Andéol      |
| Château Galimard                                                 | Burzet                                     | Chemin de Sausse                                                                | 44° 44′ 22″ nord, 4° 15′ 00″ est                           | « PA07000023 »                                             | Inscrit                                                    | 2016                                                       | Château Galimard                                                |
| Église Saint-André de Burzet                                     | Burzet                                     |                                                                                 | 44° 44′ 25″ nord, 4° 14′ 31″ est                           | « PA00116678 »                                             | Classé                                                     | 1930                                                       | Église Saint-André de Burzet                                    |
| Prieuré de Belvezet                                              | Burzet                                     |                                                                                 | 44° 44′ 38″ nord, 4° 14′ 35″ est                           | « PA00116679 »                                             | Inscrit                                                    | 1981                                                       | Prieuré de Belvezet                                             |
| Porte de ville de Chalencon                                      | Chalencon                                  |                                                                                 | 44° 52′ 40″ nord, 4° 34′ 27″ est                           | « PA00116680 »                                             | Inscrit                                                    | 1927                                                       | Porte de ville de Chalencon                                     |
| Château de Chambonas                                             | Chambonas                                  |                                                                                 | 44° 25′ 02″ nord, 4° 07′ 43″ est                           | « PA00116681 »                                             | Inscrit Classé                                             | 1963                                                       | Château de Chambonas                                            |
| Église Saint-Martin de Chambonas                                 | Chambonas                                  |                                                                                 | 44° 25′ 02″ nord, 4° 07′ 44″ est                           | « PA00116682 »                                             | Classé                                                     | 1907                                                       | Église Saint-Martin de Chambonas                                |
| Pont de Chambonas                                                | Chambonas                                  |                                                                                 | 44° 24′ 51″ nord, 4° 07′ 39″ est                           | « PA00116683 »                                             | Inscrit                                                    | 1962                                                       | Pont de Chambonas                                               |
| Pile du bac à traille de Champagne                               | Champagne                                  |                                                                                 | 45° 16′ 09″ nord, 4° 48′ 31″ est                           | « PA07000010 »                                             | Inscrit                                                    | 2006                                                       | Pile du bac à traille de Champagne                              |
| Église Saint-Pierre de Champagne                                 | Champagne                                  |                                                                                 | 45° 16′ 25″ nord, 4° 48′ 01″ est                           | « PA00116684 »                                             | Classé                                                     | 1862                                                       | Église Saint-Pierre de Champagne                                |
| Ermitage Saint-Eugène                                            | Chassagnes                                 |                                                                                 | 44° 24′ 15″ nord, 4° 10′ 35″ est                           | « PA00116685 »                                             | Inscrit                                                    | 1979                                                       | Ermitage Saint-Eugène                                           |
| Chapelle Saint-Benoît de Chassiers                               | Chassiers                                  |                                                                                 | 44° 33′ 03″ nord, 4° 17′ 48″ est                           | « PA00116686 »                                             | Classé                                                     | 1907                                                       | Chapelle Saint-Benoît de Chassiers                              |
| Château de Lamothe                                               | Chassiers                                  |                                                                                 | 44° 33′ 00″ nord, 4° 17′ 48″ est                           | « PA00116687 »                                             | Inscrit                                                    | 1988                                                       | Château de Lamothe                                              |
| Église Saint-Hilaire de Chassiers                                | Chassiers                                  |                                                                                 | 44° 33′ 03″ nord, 4° 17′ 47″ est                           | « PA00116688 »                                             | Classé                                                     | 1909                                                       | Église Saint-Hilaire de Chassiers                               |
| Château Durtail                                                  | Châteaubourg                               |                                                                                 | 44° 59′ 37″ nord, 4° 49′ 39″ est                           | « PA00116689 »                                             | Inscrit                                                    | 1927                                                       | Château Durtail                                                 |
| Château des Célestins                                            | Colombier-le-Cardinal                      |                                                                                 | 45° 16′ 03″ nord, 4° 44′ 15″ est                           | « PA00116690 »                                             | Classé Inscrit                                             | 1963 2017                                                  | Château des Célestins                                           |
| Monastère de Colombier-le-Cardinal                               | Colombier-le-Cardinal                      |                                                                                 | 45° 16′ 04″ nord, 4° 44′ 15″ est                           | « PA00116691 »                                             | Inscrit                                                    | 1927                                                       | Monastère de Colombier-le-Cardinal                              |
| Monument aux morts de Colombier-le-Jeune                         | Colombier-le-Jeune                         |                                                                                 | 45° 00′ 38″ nord, 4° 42′ 06″ est                           | « PA07000038 »                                             | Inscrit                                                    | 2019                                                       | Image manquante Téléverser                                      |
| Château de Colombier-le-Vieux                                    | Colombier-le-Vieux                         |                                                                                 | 45° 16′ 05″ nord, 4° 44′ 14″ est                           | « PA00116692 »                                             | Inscrit                                                    | 1927                                                       | Château de Colombier-le-Vieux                                   |
| Maison forte du Ruissas                                          | Colombier-le-Vieux                         |                                                                                 | 45° 02′ 56″ nord, 4° 41′ 25″ est                           | « PA07000001 »                                             | Inscrit                                                    | 1996                                                       | Maison forte du Ruissas                                         |
| Pont du Roi                                                      | Colombier-le-Vieux                         |                                                                                 | 45° 02′ 11″ nord, 4° 40′ 42″ est                           | « PA00116693 »                                             | Inscrit                                                    | 1927                                                       | Pont du Roi                                                     |
| Église Saint-Martin de Coucouron                                 | Coucouron                                  |                                                                                 | 44° 48′ 18″ nord, 3° 58′ 17″ est                           | « PA00116694 »                                             | Classé                                                     | 1907                                                       | Église Saint-Martin de Coucouron                                |
| Pont sur l'Ouvèze                                                | Coux                                       |                                                                                 | 44° 44′ 09″ nord, 4° 37′ 17″ est                           | « PA00116695 »                                             | Inscrit                                                    | 1932                                                       | Pont sur l'Ouvèze                                               |
| Église Saint-Pierre de Lubilhac                                  | Coux                                       |                                                                                 | 44° 44′ 11″ nord, 4° 37′ 53″ est                           | « PA07000020 »                                             | Inscrit                                                    | 2012                                                       | Église Saint-Pierre de Lubilhac                                 |
| Croix du Crestet                                                 | Le Crestet                                 |                                                                                 | 45° 00′ 51″ nord, 4° 39′ 06″ est                           | « PA00116696 »                                             | Inscrit                                                    | 1927                                                       | Croix du Crestet                                                |
| Église Saint-Pierre du Monteil                                   | Le Crestet                                 | Le Monteil                                                                      | 45° 00′ 08″ nord, 4° 36′ 16″ est                           | « PA00116697 »                                             | Inscrit                                                    | 1974                                                       | Église Saint-Pierre du Monteil                                  |
| Ferme Reynaud                                                    | Cros-de-Géorand                            | Mas de Gourrier                                                                 | 44° 47′ 55″ nord, 4° 09′ 21″ est                           | « PA00116698 »                                             | Classé                                                     | 1984                                                       | Ferme Reynaud                                                   |
| Moulin de Cassonié                                               | Cros-de-Géorand                            |                                                                                 | 44° 46′ 34″ nord, 4° 07′ 22″ est                           | « PA07000033 »                                             | Inscrit                                                    | 2018                                                       | Moulin de Cassonié                                              |
| Abbatiale Sainte-Marie de Cruas                                  | Cruas                                      |                                                                                 | 44° 39′ 25″ nord, 4° 45′ 47″ est                           | « PA00116701 »                                             | Classé                                                     | 1862                                                       | Abbatiale Sainte-Marie de Cruas                                 |
| Bornes milliaires de Cruas                                       | Cruas                                      | Place de l'Église                                                               | 44° 39′ 25″ nord, 4° 45′ 46″ est                           | « PA00116699 »                                             | Classé                                                     | 1903                                                       | Bornes milliaires de Cruas                                      |
| Château de Cruas                                                 | Cruas                                      |                                                                                 | 44° 39′ 22″ nord, 4° 45′ 39″ est                           | « PA00116700 »                                             | Classé                                                     | 1912                                                       | Château de Cruas                                                |
| Dégagement de l'église                                           | Cruas                                      | Grande-Rue 53                                                                   | 44° 39′ 25″ nord, 4° 45′ 46″ est                           | « PA00116702 »                                             | Classé                                                     | 1954                                                       | Dégagement de l'église                                          |
| Papeteries Montgolfier-Canson                                    | Davézieux (également sur Annonay)          |                                                                                 | 45° 15′ 18″ nord, 4° 40′ 49″ est                           | « PA07000021 »                                             | Inscrit                                                    | 2012                                                       | Papeteries Montgolfier-Canson                                   |
| Château de Désaignes                                             | Désaignes                                  |                                                                                 | 44° 59′ 44″ nord, 4° 30′ 51″ est                           | « PA00116703 »                                             | Classé                                                     | 1933                                                       | Château de Désaignes                                            |
| Porte du Bourg de l'homme                                        | Désaignes                                  |                                                                                 | 44° 59′ 44″ nord, 4° 31′ 02″ est                           | « PA00116704 »                                             | Inscrit                                                    | 1939                                                       | Porte du Bourg de l'homme                                       |
| Commanderie de Devesset                                          | Devesset                                   |                                                                                 | 45° 04′ 04″ nord, 4° 23′ 29″ est                           | « PA00116705 »                                             | Inscrit                                                    | 1980                                                       | Commanderie de Devesset                                         |
| Église Saint-Théobald de Faugères                                | Faugères                                   |                                                                                 | 44° 28′ 30″ nord, 4° 08′ 07″ est                           | « PA00116706 »                                             | Inscrit                                                    | 1978                                                       | Église Saint-Théobald de Faugères                               |
| Château de Craux                                                 | Genestelle                                 |                                                                                 | 44° 42′ 40″ nord, 4° 22′ 24″ est                           | « PA00116707 »                                             | Classé                                                     | 1981                                                       | Château de Craux                                                |
| Église Sainte-Marie de Genestelle                                | Genestelle                                 |                                                                                 | 44° 43′ 07″ nord, 4° 23′ 30″ est                           | « PA00116708 »                                             | Inscrit                                                    | 1975                                                       | Église Sainte-Marie de Genestelle                               |
| Chapelle Saint-Blaise de Gras                                    | Gras                                       |                                                                                 | 44° 26′ 41″ nord, 4° 32′ 35″ est                           | « PA00116709 »                                             | Inscrit                                                    | 1935                                                       | Chapelle Saint-Blaise de Gras                                   |
| Église Notre-Dame-de-l'Assomption de Gras                        | Gras                                       |                                                                                 | 44° 26′ 39″ nord, 4° 32′ 21″ est                           | « PA00116874 »                                             | Inscrit                                                    | 1992                                                       | Église Notre-Dame-de-l'Assomption de Gras                       |
| Église Saint-Victor de Gravières                                 | Gravières                                  |                                                                                 | 44° 25′ 18″ nord, 4° 05′ 32″ est                           | « PA00116710 »                                             | Classé                                                     | 1907                                                       | Église Saint-Victor de Gravières                                |
| Château du Bruget                                                | Jaujac                                     |                                                                                 | 44° 37′ 57″ nord, 4° 14′ 42″ est                           | « PA00116711 »                                             | Inscrit                                                    | 1954                                                       | Château du Bruget                                               |
| Château de Joannas                                               | Joannas                                    |                                                                                 | 44° 33′ 52″ nord, 4° 15′ 08″ est                           | « PA00116712 »                                             | Inscrit                                                    | 1985                                                       | Château de Joannas                                              |
| Château de Joyeuse                                               | Joyeuse                                    |                                                                                 | 44° 28′ 46″ nord, 4° 14′ 24″ est                           | « PA00116713 »                                             | Inscrit                                                    | 1988                                                       | Château de Joyeuse                                              |
| Collège des Oratoriens de Joyeuse                                | Joyeuse                                    | Rue Sainte-Anne                                                                 | 44° 28′ 47″ nord, 4° 14′ 23″ est                           | « PA00116714 »                                             | Inscrit                                                    | 1988                                                       | Collège des Oratoriens de Joyeuse                               |
| Église Saint-Pierre de Joyeuse                                   | Joyeuse                                    | Le Château                                                                      | 44° 28′ 46″ nord, 4° 14′ 23″ est                           | « PA00116715 »                                             | Inscrit                                                    | 1988                                                       | Église Saint-Pierre de Joyeuse                                  |
| Hôtel de Montravel                                               | Joyeuse                                    |                                                                                 | 44° 28′ 45″ nord, 4° 14′ 20″ est                           | « PA00116716 »                                             | Inscrit                                                    | 1988                                                       | Hôtel de Montravel                                              |
| Baume d'Oullins                                                  | Labastide-de-Virac (également sur Le Garn) |                                                                                 | 44° 20′ 30″ nord, 4° 27′ 28″ est                           | « PA00103058 »                                             | Classé                                                     | 1911                                                       | Baume d'Oullins                                                 |
| Château des Roure                                                | Labastide-de-Virac                         |                                                                                 | 44° 21′ 03″ nord, 4° 24′ 08″ est                           | « PA00116717 »                                             | Classé                                                     | 1978                                                       | Château des Roure                                               |
| Grotte de la Combe d'Oulen                                       | Labastide-de-Virac                         | Le Puits de Ronze                                                               | 44° 20′ 25″ nord, 4° 26′ 49″ est                           | « PA00135633 »                                             | Inscrit                                                    | 1995                                                       | Image manquante Téléverser                                      |
| Maison Unal                                                      | Labeaume                                   | Chapias                                                                         | 44° 28′ 09″ nord, 4° 16′ 51″ est                           | « PA07000017 »                                             | Inscrit                                                    | 2010                                                       | Image manquante Téléverser                                      |
| Château de Largentière                                           | Largentière                                |                                                                                 | 44° 32′ 36″ nord, 4° 17′ 30″ est                           | « PA00116718 »                                             | Inscrit                                                    | 1927                                                       | Château de Largentière                                          |
| Église Notre-Dame-des-Pommiers de Largentière                    | Largentière                                |                                                                                 | 44° 32′ 30″ nord, 4° 17′ 30″ est                           | « PA00116720 »                                             | Classé                                                     | 1907                                                       | Église Notre-Dame-des-Pommiers de Largentière                   |
| Maison Bastide                                                   | Largentière                                | Rue Jean-Louis Soulavie                                                         | 44° 32′ 30″ nord, 4° 17′ 32″ est                           | « PA00116721 »                                             | Classé                                                     | 1928                                                       | Maison Bastide                                                  |
| Palais de justice de Largentière                                 | Largentière                                |                                                                                 | 44° 32′ 39″ nord, 4° 17′ 39″ est                           | « PA07000034 »                                             | Inscrit                                                    | 2018                                                       | Palais de justice de Largentière                                |
| Église Saint-Pierre de Larnas                                    | Larnas                                     |                                                                                 | 44° 26′ 57″ nord, 4° 36′ 00″ est                           | « PA00116722 »                                             | Classé                                                     | 1907                                                       | Église Saint-Pierre de Larnas                                   |
| Oppidum de Jastres-Sud                                           | Lavilledieu                                | Devois-Communal                                                                 | 44° 36′ 08″ nord, 4° 25′ 38″ est                           | « PA00116723 »                                             | Inscrit                                                    | 1986                                                       | Oppidum de Jastres-Sud                                          |
| Concoules                                                        | Lespéron                                   |                                                                                 | 44° 42′ 36″ nord, 3° 52′ 21″ est                           | « PA00116725 »                                             | Inscrit                                                    | 1982                                                       | Concoules                                                       |
| Église Saint-Hilaire de Lespéron                                 | Lespéron                                   |                                                                                 | 44° 43′ 49″ nord, 3° 53′ 51″ est                           | « PA00116724 »                                             | Classé                                                     | 1941                                                       | Église Saint-Hilaire de Lespéron                                |
| Oppidum de Jastres-Nord                                          | Lussas                                     |                                                                                 | 44° 36′ 40″ nord, 4° 25′ 56″ est                           | « PA00116726 »                                             | Classé                                                     | 2006                                                       | Oppidum de Jastres-Nord                                         |
| Église Notre-Dame de Thines                                      | Malarce-sur-la-Thines                      | Thines                                                                          | 44° 29′ 36″ nord, 4° 03′ 03″ est                           | « PA00116727 »                                             | Classé                                                     | 1862                                                       | Église Notre-Dame de Thines                                     |
| Abbaye de Mazan                                                  | Mazan-l'Abbaye                             |                                                                                 | 44° 43′ 44″ nord, 4° 05′ 19″ est                           | « PA00116728 »                                             | Classé                                                     | 1946                                                       | Abbaye de Mazan                                                 |
| Église Saint-Loup de Mercuer                                     | Mercuer                                    |                                                                                 | 44° 37′ 53″ nord, 4° 21′ 30″ est                           | « PA00116729 »                                             | Classé Inscrit                                             | 1934 1963                                                  | Église Saint-Loup de Mercuer                                    |
| Château de Hautségur                                             | Meyras                                     |                                                                                 | 44° 40′ 28″ nord, 4° 16′ 09″ est                           | « PA00116730 »                                             | Inscrit                                                    | 1937                                                       | Château de Hautségur                                            |
| Château de Ventadour                                             | Meyras                                     |                                                                                 | 44° 40′ 11″ nord, 4° 17′ 14″ est                           | « PA00116731 »                                             | Inscrit                                                    | 1937                                                       | Château de Ventadour                                            |
| Ancienne église St Jean-Baptiste de Meysse                       | Meysse                                     | rue de la Vieille Église                                                        | 44° 36′ 35″ nord, 4° 43′ 16″ est                           | « PA00116732 »                                             | Classé                                                     | 1971                                                       | Ancienne église St Jean-Baptiste de Meysse                      |
| Château du Pradel                                                | Mirabel                                    |                                                                                 | 44° 34′ 52″ nord, 4° 29′ 58″ est                           | « PA07000005 »                                             | Inscrit                                                    | 1997                                                       | Château du Pradel                                               |
| Château de la Roche                                              | Mirabel                                    |                                                                                 | 44° 36′ 33″ nord, 4° 29′ 55″ est                           | « PA00116733 »                                             | Inscrit                                                    | 1972                                                       | Château de la Roche                                             |
| Commanderie de l'Hôpital                                         | Montpezat-sous-Bauzon                      |                                                                                 | 44° 42′ 44″ nord, 4° 12′ 28″ est                           | « PA00116734 »                                             | Inscrit                                                    | 1963                                                       | Commanderie de l'Hôpital                                        |
| Croix du Pal                                                     | Montpezat-sous-Bauzon                      | Col-du-Pal                                                                      | 44° 43′ 53″ nord, 4° 10′ 13″ est                           | « PA07000041 »                                             | Inscrit MH                                                 | 2024                                                       | Image manquante Téléverser                                      |
| Église Notre-Dame-de-Prévenchère                                 | Montpezat-sous-Bauzon                      |                                                                                 | 44° 42′ 45″ nord, 4° 12′ 22″ est                           | « PA00116735 »                                             | Classé                                                     | 1944                                                       | Église Notre-Dame-de-Prévenchère                                |
| Montée du Pal                                                    | Montpezat-sous-Bauzon                      | Chemin-vicinal-n°3 ; Col-du-Pal                                                 | 44° 43′ 23″ nord, 4° 11′ 00″ est                           | « PA07000042 »                                             | Inscrit MH                                                 | 2023                                                       | Image manquante Téléverser                                      |
| Château de Montréal et tour de Joyeuse                           | Montréal                                   |                                                                                 | 44° 31′ 45″ nord, 4° 17′ 34″ est                           | « PA07000007 »                                             | Inscrit                                                    | 2000                                                       | Château de Montréal et tour de Joyeuse                          |
| Église Saint-Martin de Montselgues                               | Montselgues                                |                                                                                 | 44° 31′ 24″ nord, 4° 00′ 21″ est                           | « PA00116736 »                                             | Inscrit                                                    | 1935                                                       | Église Saint-Martin de Montselgues                              |
| Ferme de l'Espinas                                               | Montselgues                                | L'Espinas                                                                       | 44° 29′ 16″ nord, 4° 01′ 26″ est                           | « PA00116737 »                                             | Classé                                                     | 1988                                                       | Ferme de l'Espinas                                              |
| Chapelle du Calvaire de Payzac                                   | Payzac                                     |                                                                                 | 44° 27′ 12″ nord, 4° 09′ 10″ est                           | « PA00116739 »                                             | Inscrit                                                    | 1982                                                       | Chapelle du Calvaire de Payzac                                  |
| Église Saint-Pierre-aux-Liens de Payzac                          | Payzac                                     |                                                                                 | 44° 27′ 12″ nord, 4° 09′ 12″ est                           | « PA00116740 »                                             | Classé                                                     | 1961                                                       | Église Saint-Pierre-aux-Liens de Payzac                         |
| Ferme Pra-Plot                                                   | Péreyres                                   | Pra-Plot                                                                        | 44° 47′ 34″ nord, 4° 14′ 48″ est                           | « PA00116741 »                                             | Inscrit                                                    | 1985                                                       | Ferme Pra-Plot                                                  |
| Borne milliaire de Pont-de-Labeaume                              | Pont-de-Labeaume                           |                                                                                 | 44° 39′ 55″ nord, 4° 17′ 20″ est                           | « PA00116742 »                                             | Classé                                                     | 1932                                                       | Borne milliaire de Pont-de-Labeaume                             |
| Église Notre-Dame de Niègles                                     | Pont-de-Labeaume                           |                                                                                 | 44° 39′ 58″ nord, 4° 17′ 33″ est                           | « PA00116743 »                                             | Inscrit                                                    | 1975                                                       | Église Notre-Dame de Niègles                                    |
| Église Saint-Julien de Pourchères                                | Pourchères                                 |                                                                                 | 44° 44′ 48″ nord, 4° 30′ 24″ est                           | « PA00116744 »                                             | Inscrit                                                    | 1982                                                       | Église Saint-Julien de Pourchères                               |
| Abbaye Saint-Pierre de Rompon                                    | Le Pouzin                                  |                                                                                 | 44° 46′ 04″ nord, 4° 44′ 59″ est                           | « PA00116745 »                                             | Inscrit                                                    | 1927                                                       | Abbaye Saint-Pierre de Rompon                                   |
| Pont romain du Pouzin                                            | Le Pouzin                                  |                                                                                 | 44° 45′ 24″ nord, 4° 44′ 45″ est                           | « PA07000006 »                                             | Inscrit                                                    | 1998                                                       | Pont romain du Pouzin                                           |
| Château de Montseveny                                            | Prades                                     |                                                                                 | 44° 38′ 08″ nord, 4° 18′ 46″ est                           | « PA07000008 »                                             | Inscrit                                                    | 2001                                                       | Château de Montseveny                                           |
| Mine de Champgontier                                             | Prades                                     |                                                                                 | 44° 37′ 58″ nord, 4° 17′ 32″ est                           | « PA07000018 »                                             | Inscrit                                                    | 2010                                                       | Mine de Champgontier                                            |
| Église de l'Assomption de Pranles                                | Pranles                                    |                                                                                 | 44° 46′ 18″ nord, 4° 34′ 42″ est                           | « PA00116746 »                                             | Inscrit                                                    | 1927                                                       | Église de l'Assomption de Pranles                               |
| Maison de Pierre et Marie Durand                                 | Pranles                                    | Le Bouchet-de-Pranles                                                           | 44° 47′ 04″ nord, 4° 35′ 10″ est                           | « PA00116747 »                                             | Classé                                                     | 1969                                                       | Maison de Pierre et Marie Durand                                |
| Tour Diane de Poitiers                                           | Privas                                     | Place de la République                                                          | 44° 44′ 09″ nord, 4° 35′ 49″ est                           | « PA00116749 »                                             | Inscrit                                                    | 1935                                                       | Tour Diane de Poitiers                                          |
| Pont sur l'Ouvèze                                                | Privas                                     |                                                                                 | 44° 44′ 09″ nord, 4° 36′ 00″ est                           | « PA00116750 »                                             | Classé                                                     | 1923                                                       | Pont sur l'Ouvèze                                               |
| Église Saint-Grégoire de Prunet                                  | Prunet                                     | Les Clauzels                                                                    | 44° 35′ 53″ nord, 4° 15′ 50″ est                           | « PA00116751 »                                             | Inscrit                                                    | 1965                                                       | Église Saint-Grégoire de Prunet                                 |
| Église Saint-Pierre-aux-Liens de Quintenas                       | Quintenas                                  |                                                                                 | 45° 11′ 21″ nord, 4° 41′ 15″ est                           | « PA00116752 »                                             | Classé                                                     | 1910                                                       | Église Saint-Pierre-aux-Liens de Quintenas                      |
| Pont de Moulin sur Cance                                         | Quintenas                                  |                                                                                 | 45° 12′ 39″ nord, 4° 42′ 12″ est                           | « PA00116877 »                                             | Classé                                                     | 1981                                                       | Pont de Moulin sur Cance                                        |
| Église de l'Assomption de Ribes                                  | Ribes                                      |                                                                                 | 44° 31′ 05″ nord, 4° 26′ 10″ est                           | « PA00116753 »                                             | Inscrit                                                    | 1974                                                       | Église de l'Assomption de Ribes                                 |
| Maison                                                           | Ribes                                      | Le Gelly                                                                        | 44° 29′ 47″ nord, 4° 12′ 22″ est                           | « PA00116754 »                                             | Inscrit                                                    | 1980                                                       | Maison                                                          |
| Église Saint-Pierre de Sauveplantade à Rochecolombe              | Rochecolombe                               | Sauveplantade                                                                   | 44° 31′ nord, 4° 26′ est                                   | « PA00116755 »                                             | Classé                                                     | 1907                                                       | Église Saint-Pierre de Sauveplantade à Rochecolombe             |
| Borne milliaire de Rochemaure                                    | Rochemaure                                 |                                                                                 | 44° 35′ 16″ nord, 4° 42′ 05″ est                           | « PA00116748 »                                             | Classé                                                     | 1903                                                       | Borne milliaire de Rochemaure                                   |
| Chapelle Notre-Dame-des-Anges de Rochemaure                      | Rochemaure                                 |                                                                                 | 44° 35′ 16″ nord, 4° 42′ 05″ est                           | « PA00116756 »                                             | Inscrit                                                    | 1971                                                       | Chapelle Notre-Dame-des-Anges de Rochemaure                     |
| Château de Joviac                                                | Rochemaure                                 |                                                                                 | 44° 34′ 03″ nord, 4° 41′ 14″ est                           | « PA00116758 »                                             | Inscrit Classé                                             | 1971 1990 2001                                             | Château de Joviac                                               |
| Château de Rochemaure                                            | Rochemaure                                 |                                                                                 | 44° 35′ 26″ nord, 4° 42′ 12″ est                           | « PA00116757 »                                             | Classé                                                     | 1924                                                       | Château de Rochemaure                                           |
| Mausolée gallo-romain de Rochemaure                              | Rochemaure                                 | Eygues                                                                          | à géolocaliser                                             | « PA00116759 »                                             | Inscrit                                                    | 1984                                                       | Image manquante Téléverser                                      |
| Pont de Rochemaure                                               | Rochemaure                                 | C.D. 86H                                                                        | 44° 35′ 13″ nord, 4° 42′ 36″ est                           | « PA00116760 »                                             | Inscrit                                                    | 1985                                                       | Pont de Rochemaure                                              |
| Chapelle des Pommiers de Ruoms                                   | Ruoms                                      | Rue Nationale                                                                   | 44° 27′ 14″ nord, 4° 20′ 28″ est                           | « PA00116761 »                                             | Classé                                                     | 1908                                                       | Chapelle des Pommiers de Ruoms                                  |
| Église Saint-Pierre-aux-Liens de Ruoms                           | Ruoms                                      |                                                                                 | 44° 27′ 13″ nord, 4° 20′ 27″ est                           | « PA00116762 »                                             | Classé                                                     | 1907                                                       | Église Saint-Pierre-aux-Liens de Ruoms                          |
| Maison dite "du baron du Vivarais"                               | Ruoms                                      | Rue de l'Église                                                                 | 44° 27′ 14″ nord, 4° 20′ 24″ est                           | « PA00116763 »                                             | Inscrit                                                    | 1927                                                       | Maison dite "du baron du Vivarais"                              |
| Remparts de Ruoms                                                | Ruoms                                      |                                                                                 | à géolocaliser                                             | « PA00116764 »                                             | Inscrit                                                    | 1927                                                       | Remparts de Ruoms                                               |
| Église Notre-Dame de Sablières                                   | Sablières                                  |                                                                                 | 44° 31′ 54″ nord, 4° 04′ 28″ est                           | « PA00116765 »                                             | Inscrit                                                    | 1932                                                       | Église Notre-Dame de Sablières                                  |
| Ferme Dizonanche                                                 | Sagnes-et-Goudoulet                        |                                                                                 | 44° 49′ 10″ nord, 4° 12′ 03″ est                           | « PA07000035 »                                             | Inscrit                                                    | 2018                                                       | Image manquante Téléverser                                      |
| Ferme La Grangeasse                                              | Sagnes-et-Goudoulet                        | La Grangeasse                                                                   | 44° 48′ 03″ nord, 4° 12′ 22″ est                           | « PA00116767 »                                             | Inscrit                                                    | 1987                                                       | Ferme La Grangeasse                                             |
| Ferme La Petite Grangeasse                                       | Sagnes-et-Goudoulet                        | La Grangeasse                                                                   | 44° 48′ 04″ nord, 4° 12′ 04″ est                           | « PA00116768 »                                             | Inscrit                                                    | 1987                                                       | Image manquante Téléverser                                      |
| Ferme Peyronnet                                                  | Sagnes-et-Goudoulet                        | Peyronnet                                                                       | 44° 47′ 33″ nord, 4° 14′ 11″ est                           | « PA00116769 »                                             | Inscrit                                                    | 1985                                                       | Ferme Peyronnet                                                 |
| Ferme-auberge de Sagnes-et-Goudoulet                             | Sagnes-et-Goudoulet                        | Les Grands Sagnes                                                               | 44° 47′ 25″ nord, 4° 13′ 32″ est                           | « PA00116766 »                                             | Classé                                                     | 1986                                                       | Ferme-auberge de Sagnes-et-Goudoulet                            |
| Statue de Lichessol                                              | Saint-Agrève                               | Lichessol                                                                       | à géolocaliser                                             | « PA00116770 »                                             | Classé                                                     | 1961                                                       | Statue de Lichessol                                             |
| Château de Beaumefort                                            | Saint-Alban-Auriolles                      |                                                                                 | 44° 25′ 32″ nord, 4° 17′ 40″ est                           | « PA07000016 »                                             | Inscrit                                                    | 2009                                                       | Château de Beaumefort                                           |
| Dolmen du Calvaire                                               | Saint-Alban-Auriolles                      | Saint-Alban-sous-Sampzon                                                        | 44° 25′ 44″ nord, 4° 17′ 33″ est                           | « PA00116771 »                                             | Classé                                                     | 1889                                                       | Dolmen du Calvaire                                              |
| Croix de Saint-Alban-d'Ay                                        | Saint-Alban-d'Ay                           |                                                                                 | à géolocaliser                                             | « PA00116772 »                                             | Classé                                                     | 1933                                                       | Croix de Saint-Alban-d'Ay                                       |
| Oppidum de la Fare                                               | Saint-Andéol-de-Fourchades                 |                                                                                 | 44° 51′ 51″ nord, 4° 19′ 31″ est                           | « PA00116773 »                                             | Classé                                                     | 1986                                                       | Oppidum de la Fare                                              |
| Croix de cimetière de Saint-André-de-Cruzières                   | Saint-André-de-Cruzières                   |                                                                                 | 44° 18′ 50″ nord, 4° 12′ 57″ est                           | « PA00116774 »                                             | Classé                                                     | 1910                                                       | Croix de cimetière de Saint-André-de-Cruzières                  |
| Église Saint-André de Saint-André-de-Cruzières                   | Saint-André-de-Cruzières                   |                                                                                 | 44° 18′ 54″ nord, 4° 13′ 02″ est                           | « PA00116775 »                                             | Classé                                                     | 1910                                                       | Église Saint-André de Saint-André-de-Cruzières                  |
| Église Saint-Pierre-aux-Liens de Saint-André-Lachamp             | Saint-André-Lachamp                        |                                                                                 | 44° 30′ 19″ nord, 4° 09′ 50″ est                           | « PA00116777 »                                             | Inscrit                                                    | 1929                                                       | Église Saint-Pierre-aux-Liens de Saint-André-Lachamp            |
| Château de Beaume                                                | Saint-André-en-Vivarais                    |                                                                                 | 45° 06′ 18″ nord, 4° 25′ 28″ est                           | « PA00116776 »                                             | Inscrit                                                    | 1974                                                       | Château de Beaume                                               |
| Château de Montivert                                             | Saint-André-en-Vivarais                    | Montivert                                                                       | 45° 07′ 36″ nord, 4° 23′ 41″ est                           | « PA07000013 »                                             | Inscrit                                                    | 2007                                                       | Château de Montivert                                            |
| Château de Maisonseule                                           | Saint-Basile                               |                                                                                 | 44° 57′ 03″ nord, 4° 33′ 48″ est                           | « PA00116778 »                                             | Inscrit                                                    | 1983                                                       | Château de Maisonseule                                          |
| Château de Gourdan                                               | Saint-Clair                                |                                                                                 | 45° 16′ 33″ nord, 4° 41′ 58″ est                           | « PA00116779 »                                             | Inscrit                                                    | 1967                                                       | Château de Gourdan                                              |
| Ferme Andeol                                                     | Sainte-Eulalie                             |                                                                                 | 44° 50′ 01″ nord, 4° 10′ 22″ est                           | « PA00116780 »                                             | Inscrit                                                    | 1985                                                       | Image manquante Téléverser                                      |
| Ferme de Clastres                                                | Sainte-Eulalie                             |                                                                                 | 44° 48′ 36″ nord, 4° 11′ 20″ est                           | « PA00116781 »                                             | Classé                                                     | 1984                                                       | Ferme de Clastres                                               |
| Ferme Philip                                                     | Sainte-Eulalie                             |                                                                                 | 44° 50′ 14″ nord, 4° 12′ 26″ est                           | « PA07000036 »                                             | Inscrit                                                    | 2018                                                       | Ferme Philip                                                    |
| Ferme Rudel                                                      | Sainte-Eulalie                             | Rudel                                                                           | 44° 49′ 23″ nord, 4° 10′ 40″ est                           | « PA00116782 »                                             | Inscrit                                                    | 1984                                                       | Ferme Rudel                                                     |
| Colonne avec masque solaire                                      | Saint-Félicien                             | Balayn                                                                          | 45° 05′ 39″ nord, 4° 39′ 07″ est                           | « PA00116783 »                                             | Inscrit                                                    | 1928                                                       | Colonne avec masque solaire                                     |
| Église Saint-Félicien de Saint-Félicien                          | Saint-Félicien                             | Place de l'Église                                                               | 45° 05′ 11″ nord, 4° 37′ 39″ est                           | « PA00116784 »                                             | Inscrit                                                    | 1982                                                       | Église Saint-Félicien de Saint-Félicien                         |
| Pont sur l'Eyrieux                                               | Saint-Fortunat-sur-Eyrieux                 | Prahy-le-Pourchaire                                                             | 44° 49′ 39″ nord, 4° 40′ 37″ est                           | « PA00116785 »                                             | Classé                                                     | 1982                                                       | Pont sur l'Eyrieux                                              |
| Borne milliaire de Saint-Germain                                 | Saint-Germain                              |                                                                                 | 44° 33′ 22″ nord, 4° 27′ 14″ est                           | « PA00116786 »                                             | Inscrit                                                    | 1935                                                       | Borne milliaire de Saint-Germain                                |
| Église Saint-Genest de Saint-Gineis-en-Coiron                    | Saint-Gineis-en-Coiron                     |                                                                                 | 44° 37′ 59″ nord, 4° 32′ 01″ est                           | « PA00116787 »                                             | Inscrit                                                    | 1974                                                       | Église Saint-Genest de Saint-Gineis-en-Coiron                   |
| Autel de Saint-Jean-de-Muzols                                    | Saint-Jean-de-Muzols                       |                                                                                 | 45° 05′ 01″ nord, 4° 48′ 52″ est                           | « PA00116788 »                                             | Classé                                                     | 1943                                                       | Autel de Saint-Jean-de-Muzols                                   |
| Ancienne église de Saint-Jean-de-Muzols                          | Saint-Jean-de-Muzols                       |                                                                                 | 45° 05′ 01″ nord, 4° 48′ 52″ est                           | « PA00116789 »                                             | Classé                                                     | 1952                                                       | Ancienne église de Saint-Jean-de-Muzols                         |
| Grand Pont                                                       | Saint-Jean-de-Muzols                       |                                                                                 | 45° 04′ 00″ nord, 4° 46′ 52″ est                           | « PA00116790 »                                             | Inscrit                                                    | 1954                                                       | Grand Pont                                                      |
| Église Saint-Julien de Saint-Julien-du-Serre                     | Saint-Julien-du-Serre                      |                                                                                 | 44° 39′ 25″ nord, 4° 24′ 42″ est                           | « PA00116791 »                                             | Classé                                                     | 1906                                                       | Église Saint-Julien de Saint-Julien-du-Serre                    |
| Château du Bousquet                                              | Saint-Laurent-du-Pape                      |                                                                                 | 44° 49′ 35″ nord, 4° 45′ 50″ est                           | « PA00116792 »                                             | Inscrit                                                    | 1975                                                       | Château du Bousquet                                             |
| Chapelle Saint-Sulpice de Saint-Marcel-d'Ardèche                 | Saint-Marcel-d'Ardèche                     |                                                                                 | 44° 19′ 29″ nord, 4° 34′ 49″ est                           | « PA00116793 »                                             | Classé                                                     | 1932                                                       | Chapelle Saint-Sulpice de Saint-Marcel-d'Ardèche                |
| Château du Bosquet                                               | Saint-Martin-d'Ardèche                     |                                                                                 | 44° 17′ 55″ nord, 4° 35′ 00″ est                           | « PA00116794 »                                             | Inscrit                                                    | 2003                                                       | Château du Bosquet                                              |
| Grotte du Figuier                                                | Saint-Martin-d'Ardèche                     | Escrouzille                                                                     | 44° 19′ 11″ nord, 4° 32′ 49″ est                           | « PA07000026 »                                             | Inscrit                                                    | 2017                                                       | Image manquante Téléverser                                      |
| Grotte des Deux Ouvertures                                       | Saint-Martin-d'Ardèche                     | Escrouzille                                                                     | 44° 19′ 07″ nord, 4° 32′ 55″ est                           | « PA00116872 »                                             | Classé                                                     | 1990                                                       | Grotte des Deux Ouvertures                                      |
| Grotte Huchard                                                   | Saint-Martin-d'Ardèche                     | Escrouzille                                                                     | 44° 19′ 18″ nord, 4° 32′ 48″ est                           | « PA07000025 »                                             | Inscrit                                                    | 2017                                                       | Grotte Huchard                                                  |
| Grotte Sombre                                                    | Saint-Martin-d'Ardèche                     | Escrouzille                                                                     | 44° 19′ 06″ nord, 4° 32′ 53″ est                           | « PA07000024 »                                             | Inscrit                                                    | 2017                                                       | Image manquante Téléverser                                      |
| Maison de Max Ernst                                              | Saint-Martin-d'Ardèche                     | Les Alliberts                                                                   | 44° 18′ 22″ nord, 4° 34′ 16″ est                           | « PA00116795 »                                             | Inscrit                                                    | 1991                                                       | Maison de Max Ernst                                             |
| Château de Pampelonne                                            | Saint-Martin-sur-Lavezon                   |                                                                                 | 44° 37′ 57″ nord, 4° 39′ 50″ est                           | « PA00116796 »                                             | Inscrit                                                    | 1981                                                       | Château de Pampelonne                                           |
| Église Saint-Maurice de Saint-Maurice-d'Ibie                     | Saint-Maurice-d'Ibie                       |                                                                                 | 44° 30′ 03″ nord, 4° 28′ 57″ est                           | « PA00116797 »                                             | Inscrit                                                    | 1933                                                       | Église Saint-Maurice de Saint-Maurice-d'Ibie                    |
| Château de Boulogne                                              | Saint-Michel-de-Boulogne                   |                                                                                 | 44° 41′ 24″ nord, 4° 26′ 23″ est                           | « PA00116798 »                                             | Classé                                                     | 1915                                                       | Château de Boulogne                                             |
| Chapelle Saint-André de Mitroys                                  | Saint-Montan                               |                                                                                 | 44° 26′ 10″ nord, 4° 38′ 07″ est                           | « PA00116799 »                                             | Classé                                                     | 1910                                                       | Chapelle Saint-André de Mitroys                                 |
| Château de Crussol                                               | Saint-Péray                                |                                                                                 | 44° 56′ 23″ nord, 4° 51′ 06″ est                           | « PA00116800 »                                             | Inscrit                                                    | 1927                                                       | Château de Crussol                                              |
| Église Saint-Jean de Saint-Jean-de-Pourcharesse                  | Saint-Pierre-Saint-Jean                    | Saint-Jean-de-Pourcharesse                                                      | 44° 29′ 17″ nord, 4° 06′ 21″ est                           | « PA00116801 »                                             | Inscrit                                                    | 1971                                                       | Église Saint-Jean de Saint-Jean-de-Pourcharesse                 |
| Château d'Entrevaux                                              | Saint-Priest                               |                                                                                 | 44° 42′ 56″ nord, 4° 33′ 30″ est                           | « PA00116802 »                                             | Inscrit                                                    | 1970                                                       | Château d'Entrevaux                                             |
| Mines de fer de Saint-Priest                                     | Saint-Priest                               | Gouvernas                                                                       | 44° 43′ 15″ nord, 4° 34′ 41″ est                           | « PA00135634 »                                             | Inscrit                                                    | 1995                                                       | Mines de fer de Saint-Priest                                    |
| Dolmens de la forêt de Malbosc                                   | Saint-Remèze                               |                                                                                 | 44° 20′ 55″ nord, 4° 28′ 54″ est                           | « PA00116803 »                                             | Classé                                                     | 1889                                                       | Dolmens de la forêt de Malbosc                                  |
| Grotte des Potiers de Gaud                                       | Saint-Remèze                               | Gaud                                                                            | 44° 21′ 57″ nord, 4° 27′ 13″ est                           | « PA07000027 »                                             | Inscrit                                                    | 2017                                                       | Image manquante Téléverser                                      |
| Église Saint-Saturnin de Saint-Sernin                            | Saint-Sernin                               |                                                                                 | 44° 34′ 18″ nord, 4° 23′ 32″ est                           | « PA00116804 »                                             | Inscrit                                                    | 1987                                                       | Église Saint-Saturnin de Saint-Sernin                           |
| Croix de Saint-Symphorien-de-Mahun                               | Saint-Symphorien-de-Mahun                  |                                                                                 | 45° 09′ 50″ nord, 4° 33′ 37″ est                           | « PA00116805 »                                             | Inscrit                                                    | 1932                                                       | Croix de Saint-Symphorien-de-Mahun                              |
| Croix de Veyrines                                                | Saint-Symphorien-de-Mahun                  |                                                                                 | 45° 09′ 15″ nord, 4° 34′ 27″ est                           | « PA00116806 »                                             | Classé                                                     | 1932                                                       | Croix de Veyrines                                               |
| Église Notre-Dame de Veyrines                                    | Saint-Symphorien-de-Mahun                  |                                                                                 | 45° 09′ 15″ nord, 4° 34′ 28″ est                           | « PA00116807 »                                             | Classé                                                     | 1939                                                       | Église Notre-Dame de Veyrines                                   |
| Chapelle Saint-Sébastien de Saint-Thomé                          | Saint-Thomé                                |                                                                                 | 44° 30′ 01″ nord, 4° 37′ 35″ est                           | « PA00116808 »                                             | Inscrit                                                    | 1974                                                       | Chapelle Saint-Sébastien de Saint-Thomé                         |
| Château de Saint-Thomé                                           | Saint-Thomé                                |                                                                                 | 44° 30′ 04″ nord, 4° 37′ 24″ est                           | « PA07000011 »                                             | Inscrit                                                    | 2006                                                       | Château de Saint-Thomé                                          |
| Chatelas de Saint-Thomé                                          | Saint-Thomé                                |                                                                                 | 44° 30′ 00″ nord, 4° 37′ 39″ est                           | « PA00116809 »                                             | Inscrit                                                    | 1927                                                       | Chatelas de Saint-Thomé                                         |
| Église Saint-Thomas de Saint-Thomé                               | Saint-Thomé                                |                                                                                 | 44° 30′ 01″ nord, 4° 37′ 36″ est                           | « PA00116810 »                                             | Inscrit                                                    | 1927                                                       | Église Saint-Thomas de Saint-Thomé                              |
| Site médiéval de Salavas                                         | Salavas                                    | La Gleizasse                                                                    | 44° 23′ 39″ nord, 4° 22′ 34″ est                           | « PA00116811 »                                             | Inscrit                                                    | 1981                                                       | Site médiéval de Salavas                                        |
| Église Saint-Sauveur des Salelles                                | Les Salelles                               |                                                                                 | 44° 25′ 04″ nord, 4° 06′ 15″ est                           | « PA00116812 »                                             | Classé                                                     | 1907                                                       | Église Saint-Sauveur des Salelles                               |
| Château de Versas                                                | Sanilhac                                   |                                                                                 | 44° 31′ 24″ nord, 4° 12′ 08″ est                           | « PA00116813 »                                             | Inscrit                                                    | 1927                                                       | Château de Versas                                               |
| Pont du Gua                                                      | Sanilhac                                   |                                                                                 | 44° 32′ 33″ nord, 4° 11′ 26″ est                           | « PA00116814 »                                             | Classé                                                     | 1984                                                       | Pont du Gua                                                     |
| Croix de chemin                                                  | Satillieu                                  | Rue Centrale Rue Jean Moulin                                                    | 45° 09′ 03″ nord, 4° 36′ 54″ est                           | « PA00116815 »                                             | Classé                                                     | 1954                                                       | Croix de chemin                                                 |
| Presbytère de Satillieu                                          | Satillieu                                  | 5 place de l'Église                                                             | 45° 09′ 03″ nord, 4° 36′ 49″ est                           | « PA00116816 »                                             | Inscrit                                                    | 1974                                                       | Presbytère de Satillieu                                         |
| Chapelle Notre-Dame-de-Pitié de Serrières                        | Serrières                                  | Rue du Vieil Hôpital                                                            | 45° 19′ 07″ nord, 4° 45′ 42″ est                           | « PA00116817 »                                             | Inscrit                                                    | 1984                                                       | Chapelle Notre-Dame-de-Pitié de Serrières                       |
| Chapelle Saint-Sornin de Serrières                               | Serrières                                  | Rue du Musée                                                                    | 45° 18′ 50″ nord, 4° 46′ 12″ est                           | « PA00116818 »                                             | Classé                                                     | 1932 1937                                                  | Chapelle Saint-Sornin de Serrières                              |
| Croix de chemin                                                  | Serrières                                  | (détruite par un camion dans les années 1950)                                   | à géolocaliser                                             | « PA00116819 »                                             | Inscrit                                                    | 1926                                                       | Image manquante Téléverser                                      |
| Château de Hautvillars                                           | Silhac                                     |                                                                                 | 44° 51′ 36″ nord, 4° 36′ 11″ est                           | « PA00116820 »                                             | Inscrit                                                    | 1952                                                       | Image manquante Téléverser                                      |
| Grotte de Néron                                                  | Soyons                                     | Serres de Guercy                                                                | 44° 52′ 59″ nord, 4° 50′ 51″ est                           | « PA00116821 »                                             | Classé                                                     | 1965                                                       | Grotte de Néron                                                 |
| Tour penchée de Soyons                                           | Soyons                                     |                                                                                 | 44° 53′ 12″ nord, 4° 50′ 56″ est                           | « PA00116822 »                                             | Inscrit                                                    | 1927                                                       | Tour penchée de Soyons                                          |
| Château de Tauriers                                              | Tauriers                                   |                                                                                 | 44° 33′ 04″ nord, 4° 16′ 52″ est                           | « PA00116719 »                                             | Inscrit                                                    | 1926                                                       | Château de Tauriers                                             |
| Borne milliaire de Mélas                                         | Le Teil                                    | R.D. 13 de Mélas à Villeneuve-de-Berg                                           | 44° 33′ 20″ nord, 4° 35′ 53″ est                           | « PA00116823 »                                             | Classé                                                     | 1932                                                       | Borne milliaire de Mélas                                        |
| Château de Joviac                                                | Le Teil                                    |                                                                                 | 44° 34′ 03″ nord, 4° 41′ 14″ est                           | « PA00116871 »                                             | Inscrit Classé                                             | 1971 1990 2001                                             | Château de Joviac                                               |
| Église Saint-Étienne de Mélas                                    | Le Teil                                    |                                                                                 | 44° 32′ 34″ nord, 4° 40′ 20″ est                           | « PA00116824 »                                             | Classé                                                     | 1875                                                       | Église Saint-Étienne de Mélas                                   |
| Château de Thorrenc                                              | Thorrenc                                   |                                                                                 | 45° 14′ 11″ nord, 4° 45′ 42″ est                           | « PA00116825 »                                             | Inscrit                                                    | 1950                                                       | Château de Thorrenc                                             |
| Immeuble Jardet                                                  | Thueyts                                    | Place du Pouget                                                                 | 44° 40′ 36″ nord, 4° 13′ 17″ est                           | « PA00116826 »                                             | Inscrit                                                    | 1988                                                       | Immeuble Jardet                                                 |
| Murailles romaines de Toulaud                                    | Toulaud                                    | Les Fonds                                                                       | 44° 55′ 06″ nord, 4° 49′ 49″ est                           | « PA00116827 »                                             | Inscrit                                                    | 1933                                                       | Murailles romaines de Toulaud                                   |
| Château de Tournon                                               | Tournon-sur-Rhône                          |                                                                                 | 45° 04′ 06″ nord, 4° 49′ 54″ est                           | « PA00116828 »                                             | Classé Inscrit                                             | 1927 1938 1960 2023                                        | Château de Tournon                                              |
| Église Saint-Julien de Tournon-sur-Rhône                         | Tournon-sur-Rhône                          |                                                                                 | 45° 04′ 06″ nord, 4° 49′ 51″ est                           | « PA00116829 »                                             | Classé Inscrit                                             | 1922 1965 2016                                             | Église Saint-Julien de Tournon-sur-Rhône                        |
| Grand Pont                                                       | Tournon-sur-Rhône                          |                                                                                 | 45° 04′ 00″ nord, 4° 46′ 52″ est                           | « PA00116876 »                                             | Inscrit                                                    | 1954                                                       | Grand Pont                                                      |
| Hôtel du Marquis de la Tourette                                  | Tournon-sur-Rhône                          | 2 place Saint-Julien                                                            | 45° 04′ 06″ nord, 4° 49′ 49″ est                           | « PA00116830 »                                             | Inscrit                                                    | 1936                                                       | Hôtel du Marquis de la Tourette                                 |
| Hôtel de la Villeon                                              | Tournon-sur-Rhône                          | 2 rue Davity Rue Gourgouillon                                                   | 45° 04′ 04″ nord, 4° 49′ 50″ est                           | « PA00116831 »                                             | Inscrit                                                    | 1982                                                       | Hôtel de la Villeon                                             |
| Lycée Gabriel-Faure                                              | Tournon-sur-Rhône                          |                                                                                 | 45° 04′ 03″ nord, 4° 50′ 06″ est                           | « PA00116832 »                                             | Classé Inscrit Classé                                      | 1925 1932 1937 1943                                        | Lycée Gabriel-Faure                                             |
| Porte de l'Hôtel de la Villeon                                   | Tournon-sur-Rhône                          | 2 Rue Davity                                                                    | 45° 04′ 04″ nord, 4° 49′ 50″ est                           | « PA00116835 »                                             | Inscrit                                                    | 1927                                                       | Porte de l'Hôtel de la Villeon                                  |
| Hôtel particulier de la famille Fay-Solignac                     | Tournon-sur-Rhône                          | 1 Grande-Rue                                                                    | 45° 04′ 05″ nord, 4° 49′ 51″ est                           | « PA00116836 »                                             | Inscrit                                                    | 1927                                                       | Hôtel particulier de la famille Fay-Solignac                    |
| Maison                                                           | Tournon-sur-Rhône                          | Rue Marc-Sauzet                                                                 | 45° 04′ 03″ nord, 4° 50′ 01″ est                           | « PA00116833 »                                             | Inscrit                                                    | 1927                                                       | Maison                                                          |
| Maison Rohan-Soubise                                             | Tournon-sur-Rhône                          | 13 rue Aimé-Dumaine                                                             | 45° 04′ 03″ nord, 4° 49′ 58″ est                           | « PA00116834 »                                             | Inscrit                                                    | 1927                                                       | Maison Rohan-Soubise                                            |
| Monument aux morts de Tournon-sur-Rhône                          | Tournon-sur-Rhône                          |                                                                                 | 45° 04′ 07″ nord, 4° 49′ 54″ est                           | « PA07000039 »                                             | Inscrit                                                    | 2019                                                       | Monument aux morts de Tournon-sur-Rhône                         |
| Passerelle Marc Seguin                                           | Tournon-sur-Rhône                          | C.D. 219                                                                        | 45° 04′ 08″ nord, 4° 50′ 07″ est                           | « PA00116837 »                                             | Inscrit                                                    | 1985                                                       | Passerelle Marc Seguin                                          |
| Tour du Nord                                                     | Tournon-sur-Rhône                          |                                                                                 | 45° 04′ 15″ nord, 4° 49′ 28″ est                           | « PA00116838 »                                             | Inscrit                                                    | 1927                                                       | Tour du Nord                                                    |
| Tour de la Vierge                                                | Tournon-sur-Rhône                          |                                                                                 | 45° 03′ 59″ nord, 4° 49′ 51″ est                           | « PA00116839 »                                             | Inscrit                                                    | 1927                                                       | Tour de la Vierge                                               |
| Ferme de la Besse                                                | Usclades-et-Rieutord                       |                                                                                 | 44° 45′ 44″ nord, 4° 09′ 59″ est                           | « PA07000037 »                                             | Inscrit                                                    | 2018                                                       | Image manquante Téléverser                                      |
| Borne milliaire de Vagnas                                        | Vagnas                                     | R.N. 579 Chemin de la Rochette                                                  | 44° 21′ 05″ nord, 4° 21′ 54″ est                           | « PA00116840 »                                             | Inscrit                                                    | 1974                                                       | Borne milliaire de Vagnas                                       |
| Château de Vallon-Pont-d'Arc                                     | Vallon-Pont-d'Arc                          |                                                                                 | 44° 24′ 26″ nord, 4° 23′ 42″ est                           | « PA00116841 »                                             | Inscrit Classé Inscrit                                     | 1939 1946 1970                                             | Château de Vallon-Pont-d'Arc                                    |
| Grotte de la Bergerie de Charmasson                              | Vallon-Pont-d'Arc                          |                                                                                 | 44° 23′ 16″ nord, 4° 24′ 55″ est                           | « PA07000032 »                                             | Inscrit                                                    | 2017                                                       | Image manquante Téléverser                                      |
| Grotte du Bouchon                                                | Vallon-Pont-d'Arc                          |                                                                                 | 44° 22′ 49″ nord, 4° 25′ 47″ est                           | « PA07000030 »                                             | Inscrit                                                    | 2017                                                       | Image manquante Téléverser                                      |
| Grotte de la Cabre                                               | Vallon-Pont-d'Arc                          |                                                                                 | 44° 21′ 54″ nord, 4° 26′ 20″ est                           | « PA07000029 »                                             | Inscrit                                                    | 2017                                                       | Image manquante Téléverser                                      |
| Grotte Chauvet                                                   | Vallon-Pont-d'Arc                          | Combe d'Arc                                                                     | 44° 23′ 15″ nord, 4° 24′ 51″ est                           | « PA00135635 »                                             | Classé                                                     | 1995                                                       | Grotte Chauvet                                                  |
| Grotte du Colombier                                              | Vallon-Pont-d'Arc                          | Petit Charmasson                                                                | 44° 22′ 05″ nord, 4° 25′ 38″ est                           | « PA00135637 »                                             | Inscrit                                                    | 1995                                                       | Image manquante Téléverser                                      |
| Grotte du Déroc                                                  | Vallon-Pont-d'Arc                          | La Mathe                                                                        | 44° 23′ 38″ nord, 4° 24′ 42″ est                           | « PA00135636 »                                             | Inscrit                                                    | 1995 1997                                                  | Grotte du Déroc                                                 |
| Grotte du Dérocs                                                 | Vallon-Pont-d'Arc                          |                                                                                 | 44° 23′ 45″ nord, 4° 24′ 58″ est                           | « PA07000031 »                                             | Inscrit                                                    | 2017                                                       | Image manquante Téléverser                                      |
| Grotte d'Ebbou                                                   | Vallon-Pont-d'Arc                          | Ebbou                                                                           | 44° 23′ 08″ nord, 4° 24′ 53″ est                           | « PA00116842 »                                             | Classé                                                     | 1947                                                       | Image manquante Téléverser                                      |
| Grotte de Louoï                                                  | Vallon-Pont-d'Arc                          | La Mathe                                                                        | 44° 23′ 39″ nord, 4° 24′ 45″ est                           | « PA00135639 »                                             | Inscrit                                                    | 1995                                                       | Grotte de Louoï                                                 |
| Grotte de Mézelet                                                | Vallon-Pont-d'Arc                          | Mézelet                                                                         | 44° 23′ 30″ nord, 4° 24′ 10″ est                           | « PA00135638 »                                             | Inscrit                                                    | 1995                                                       | Image manquante Téléverser                                      |
| Grotte du Planchard                                              | Vallon-Pont-d'Arc                          |                                                                                 | 44° 23′ 18″ nord, 4° 24′ 55″ est                           | « PA07000028 »                                             | Inscrit                                                    | 2017                                                       | Image manquante Téléverser                                      |
| Grotte de la Vacheresse                                          | Vallon-Pont-d'Arc                          | Plaine du Gras                                                                  | 44° 23′ 16″ nord, 4° 25′ 07″ est                           | « PA00135640 »                                             | Inscrit                                                    | 1995                                                       | Grotte de la Vacheresse                                         |
| Château de la Rivoire                                            | Vanosc                                     |                                                                                 | 45° 13′ 29″ nord, 4° 33′ 44″ est                           | « PA07000009 »                                             | Inscrit                                                    | 2001                                                       | Château de la Rivoire                                           |
| Château de Chassagnes                                            | Les Vans                                   | Chassagnes                                                                      | 44° 24′ 41″ nord, 4° 10′ 06″ est                           | « PA07000014 »                                             | Inscrit                                                    | 2007                                                       | Château de Chassagnes                                           |
| Église Saint-Jacques de Naves                                    | Les Vans                                   |                                                                                 | 44° 23′ 58″ nord, 4° 06′ 51″ est                           | « PA00116738 »                                             | Inscrit                                                    | 1974                                                       | Église Saint-Jacques de Naves                                   |
| Église Saint-Pierre-aux-Liens des Vans                           | Les Vans                                   |                                                                                 | 44° 24′ 19″ nord, 4° 08′ 02″ est                           | « PA00116843 »                                             | Inscrit                                                    | 1927                                                       | Église Saint-Pierre-aux-Liens des Vans                          |
| Temple protestant de Rousselet                                   | Les Vans                                   | Le Rousselet, place du Temple                                                   | 44° 24′ 14″ nord, 4° 07′ 59″ est                           | « PA07000019 »                                             | Inscrit                                                    | 2011                                                       | Temple protestant de Rousselet                                  |
| Pont de Moulin sur Cance                                         | Vernosc-lès-Annonay                        |                                                                                 | 45° 12′ 39″ nord, 4° 42′ 12″ est                           | « PA00116844 »                                             | Classé                                                     | 1981                                                       | Pont de Moulin sur Cance                                        |
| Château de La Tourette                                           | Vernoux-en-Vivarais                        |                                                                                 | 44° 52′ 26″ nord, 4° 39′ 17″ est                           | « PA07000002 »                                             | Inscrit                                                    | 1996                                                       | Château de La Tourette                                          |
| Château de Vaussèche                                             | Vernoux-en-Vivarais                        |                                                                                 | 44° 54′ 21″ nord, 4° 36′ 59″ est                           | « PA00116845 »                                             | Classé Inscrit                                             | 1981                                                       | Château de Vaussèche                                            |
| Immeuble Cornu Café de l'Empire                                  | Vernoux-en-Vivarais                        | 4 place Aristide Briand                                                         | 44° 53′ 47″ nord, 4° 38′ 42″ est                           | « PA00116846 »                                             | Inscrit                                                    | 1967                                                       | Immeuble CornuCafé de l'Empire                                  |
| Église Saint-Pierre-aux-Liens de Vesseaux                        | Vesseaux                                   |                                                                                 | 44° 39′ 06″ nord, 4° 26′ 25″ est                           | « PA00116847 »                                             | Inscrit                                                    | 1937                                                       | Église Saint-Pierre-aux-Liens de Vesseaux                       |
| Gendarmerie de Villeneuve-de-Berg                                | Villeneuve-de-Berg                         | 19 basse rue Roger Vallos                                                       | 44° 33′ 23″ nord, 4° 30′ 10″ est                           | « PA00116848 »                                             | Inscrit                                                    | 1931                                                       | Gendarmerie de Villeneuve-de-Berg                               |
| Hôtel de Barruel                                                 | Villeneuve-de-Berg                         | Grande-Rue                                                                      | 44° 33′ 24″ nord, 4° 30′ 06″ est                           | « PA00116849 »                                             | Inscrit                                                    | 1981                                                       | Hôtel de Barruel                                                |
| Hôtel du Sénéchal                                                | Villeneuve-de-Berg                         | Rue Saint-Louis                                                                 | 44° 33′ 27″ nord, 4° 30′ 07″ est                           | « PA00116850 »                                             | Inscrit                                                    | 1930 1932                                                  | Hôtel du Sénéchal                                               |
| Maison                                                           | Villeneuve-de-Berg                         | Rue Jules Rigaud Rue Antoine Court                                              | 44° 33′ 26″ nord, 4° 30′ 06″ est                           | « PA00116852 »                                             | Inscrit                                                    | 1941                                                       | Maison                                                          |
| Maison d'Olivier de Serres                                       | Villeneuve-de-Berg                         | Grande-Rue Rue Saint-Louis                                                      | 44° 33′ 25″ nord, 4° 30′ 04″ est                           | « PA00116851 »                                             | Classé                                                     | 1927                                                       | Maison d'Olivier de Serres                                      |
| Porte de l'Hôpital                                               | Villeneuve-de-Berg                         | Rue du Barry                                                                    | 44° 33′ 26″ nord, 4° 30′ 03″ est                           | « PA00116853 »                                             | Inscrit                                                    | 1941                                                       | Porte de l'Hôpital                                              |
| Église Notre-Dame-de-l'Annonciation de Vinezac                   | Vinezac                                    |                                                                                 | 44° 32′ 21″ nord, 4° 19′ 31″ est                           | « PA00116854 »                                             | Classé                                                     | 1907                                                       | Église Notre-Dame-de-l'Annonciation de Vinezac                  |
| Église Saint-Martin de Vion                                      | Vion                                       |                                                                                 | 45° 06′ 31″ nord, 4° 48′ 18″ est                           | « PA00116855 »                                             | Classé                                                     | 1910                                                       | Église Saint-Martin de Vion                                     |
| Cathédrale Saint-Vincent de Viviers                              | Viviers                                    | Place Saint-Jean                                                                | 44° 28′ 55″ nord, 4° 41′ 25″ est                           | « PA00116856 »                                             | Classé                                                     | 1906                                                       | Cathédrale Saint-Vincent de Viviers                             |
| Chapelle des Dominicains de Viviers Chapelle Notre-Dame-du-Rhône | Viviers                                    | 1 Montée de l'Abri                                                              | 44° 28′ 52″ nord, 4° 41′ 30″ est                           | « PA00116857 »                                             | Classé                                                     | 1967 2024                                                  | Chapelle des Dominicains de ViviersChapelle Notre-Dame-du-Rhône |
| Chapelle Saint-Ostian de Viviers                                 | Viviers                                    | chemin du pont romain, à Saint-Ostian                                           | 44° 28′ 49″ nord, 4° 39′ 52″ est                           | « PA00116858 »                                             | Classé                                                     | 1983                                                       | Chapelle Saint-Ostian de Viviers                                |
| Couvent Saint-Roch de Viviers                                    | Viviers                                    | Place de la Plaine                                                              | 44° 28′ 56″ nord, 4° 41′ 30″ est                           | « PA00116859 »                                             | Inscrit                                                    | 1985                                                       | Couvent Saint-Roch de Viviers                                   |
| Église paléochrétienne de Viviers                                | Viviers                                    |                                                                                 | 44° 28′ 50″ nord, 4° 41′ 27″ est                           | « PA00132970 »                                             | Classé                                                     | 1994                                                       | Église paléochrétienne de Viviers                               |
| Hôtel de Fontanès Hôtel de Beaulieu                              | Viviers                                    | 8 Grande-Rue                                                                    | 44° 28′ 57″ nord, 4° 41′ 22″ est                           | « PA00116861 »                                             | Inscrit                                                    | 1986                                                       | Hôtel de FontanèsHôtel de Beaulieu                              |
| Hôtel de Roqueplane Évêché de Viviers                            | Viviers                                    | Place Prosper Allignol                                                          | 44° 28′ 51″ nord, 4° 41′ 27″ est                           | « PA00116862 »                                             | Classé                                                     | 1947                                                       | Hôtel de RoqueplaneÉvêché de Viviers                            |
| Hôtel de Tourville                                               | Viviers                                    | 43 Grande Rue                                                                   | 44° 28′ 56″ nord, 4° 41′ 21″ est                           | « PA00116863 »                                             | Inscrit                                                    | 1953                                                       | Hôtel de Tourville                                              |
| Maison de Sampzon Immeuble Lacombe                               | Viviers                                    | À côté de la tour Saint-Michel                                                  | 44° 28′ 56″ nord, 4° 41′ 24″ est                           | « PA00116864 »                                             | Classé                                                     | 1920                                                       | Maison de SampzonImmeuble Lacombe                               |
| Maison des Chevaliers Hôtel de Noël Albert                       | Viviers                                    | Rue de la République                                                            | 44° 29′ 01″ nord, 4° 41′ 18″ est                           | « PA00116865 »                                             | Classé                                                     | 1984                                                       | Maison des ChevaliersHôtel de Noël Albert                       |
| Maison de Lestrade Maison Mompar                                 | Viviers                                    | Place de la République                                                          | 44° 28′ 59″ nord, 4° 41′ 22″ est                           | « PA00125736 »                                             | Inscrit                                                    | 1993                                                       | Maison de LestradeMaison Mompar                                 |
| Palais épiscopal de Viviers Mairie de Viviers                    | Viviers                                    | 2, avenue Pierre Mendès-France                                                  | 44° 28′ 49″ nord, 4° 41′ 29″ est                           | « PA00116860 »                                             | Classé                                                     | 1989                                                       | Palais épiscopal de ViviersMairie de Viviers                    |
| Pont romain de Viviers                                           | Viviers                                    | Le Pont                                                                         | 44° 28′ 53″ nord, 4° 41′ 52″ est                           | « PA00116866 »                                             | Classé                                                     | 1986                                                       | Pont romain de Viviers                                          |
| Usine de chaux, chapelle Saint-Victor de la cité Blanche         | Viviers                                    | Saint-Victor, RN 86                                                             | 44° 30′ 55″ nord, 4° 41′ 22″ est                           | « PA00135641 »                                             | Inscrit                                                    | 1995                                                       | Usine de chaux, chapelle Saint-Victor de la cité Blanche        |
| Château de Vocance                                               | Vocance                                    |                                                                                 | 45° 12′ 12″ nord, 4° 33′ 19″ est                           | « PA00116867 »                                             | Inscrit                                                    | 1986                                                       | Château de Vocance                                              |
| Château de Vogüé                                                 | Vogüé                                      |                                                                                 | 44° 33′ 04″ nord, 4° 24′ 50″ est                           | « PA00116868 »                                             | Inscrit                                                    | 1969                                                       | Château de Vogüé                                                |
| Château de la Voulte-sur-Rhône                                   | La Voulte-sur-Rhône                        |                                                                                 | 44° 48′ 02″ nord, 4° 46′ 48″ est                           | « PA00116869 »                                             | Classé Inscrit                                             | 1923 1927                                                  | Château de la Voulte-sur-Rhône                                  |
| Fonderie de La Voulte-sur-Rhône                                  | La Voulte-sur-Rhône                        | La Meilhe                                                                       | 44° 48′ 07″ nord, 4° 46′ 39″ est                           | « PA07000003 »                                             | Inscrit Classé                                             | 1996                                                       | Fonderie de La Voulte-sur-Rhône                                 |
| Fontaine de La Voulte-sur-Rhône                                  | La Voulte-sur-Rhône                        | Place Giroud                                                                    | 44° 47′ 57″ nord, 4° 46′ 47″ est                           | « PA00116870 »                                             | Classé                                                     | 1982                                                       | Fontaine de La Voulte-sur-Rhône                                 |